# Cerejeiras
Cerejeiras là một đô thị thuộc bang Rondônia, Brasil. Đô thị này có diện tích 2783,31 km², dân số năm 2007 là 16290 người, mật độ 5,85 người/km².